# بابی فینان
بابی فینان (انگلیسی: Bobby Finan; ۱ مارس ۱۹۱۲ – ۲۵ ژوئیهٔ ۱۹۸۳) بازیکن فوتبال اهل بریتانیا بود.
از باشگاه‌هایی که در آن بازی کرده است می‌توان به باشگاه فوتبال ویگان اتلتیک، باشگاه فوتبال بلکپول، و باشگاه فوتبال کرو آلکساندرا اشاره کرد.
وی همچنین در تیم ملی فوتبال اسکاتلند (wartime) بازی کرده است.